# رابرت کر پورتر

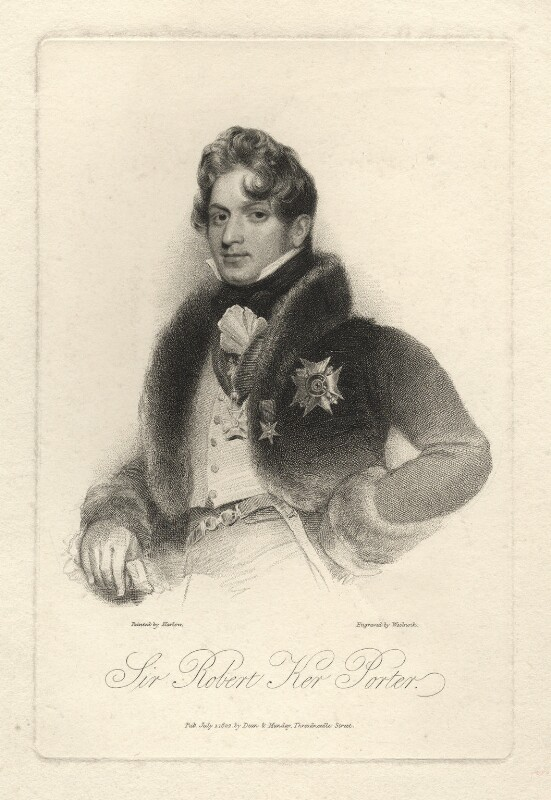
Self portrait of Robert Ker Porter

رابرت کر پورتر (به انگلیسی: Robert Ker Porter؛ زاده ۱۷۷۷ میلادی، درگذشته ۱۸۴۲ میلادی) یک جهانگرد، دیپلمات و نویسنده انگلیسی بود. وی در سال ۱۸۱۸ میلادی از پاسارگاد بازدید کرده‌است. او اولین کسی است که پی برد بنایی که به مشهد مادر سلیمان معروف است همان آرامگاه کوروش بزرگ است.
وی برادر داستان‌نویسان نامدار آنا ماریا پورتر و جین پورتر بود. او که در خانواده‌ای هنرپرور و نویسنده چشم به جهان گشوده بود، آموزش‌های هنری خود را در آکادمی هنری لندن گذراند و نخستین نگارگر در شیوه‌ای یگانه از چشم‌اندازهای انگلستان شناخته شد. همچنین در سال ۱۸۰۴ میلادی پس از سفر به روسیه به‌عنوان نگارگر تزار الکساندر اول برگزیده شد. سفر بلندمدتش به ایران که از ۱۸۱۷ میلادی آغاز شده بود، از سوی قفقاز به درون کشور و سپس پس از گذر از تهران و اصفهان به تخت‌جمشید و پاسارگاد انجام پذیرفت. او نگاره‌ی تاریخی و نامداری از آرامگاه کوروش بزرگ از خود به یادگار گذاشته و در حقیقت بزرگ‌ترین انگیزه آوازه‌اش نیز در ایران سفرهای سیاسی او به این کشور و نگاره‌هایش از پاسارگاد است. پورتر همچنین کوشش بسیاری برای نسخه‌برداری از سنگ‌نبشته داریوش بزرگ در بیستون انجام داد که به نتیجه‌ای نرسید. از او سفرنامه‌ای با نام سفرنامه کرپورتر بازمانده که دربردارنده نقاشی‌های او از آثار باستانی است.

## نگارخانه
نمونه‌هایی از نقاشی‌ها و طراحی‌های رابرت کر پورتر از بناهای تاریخی و مردمان ایران

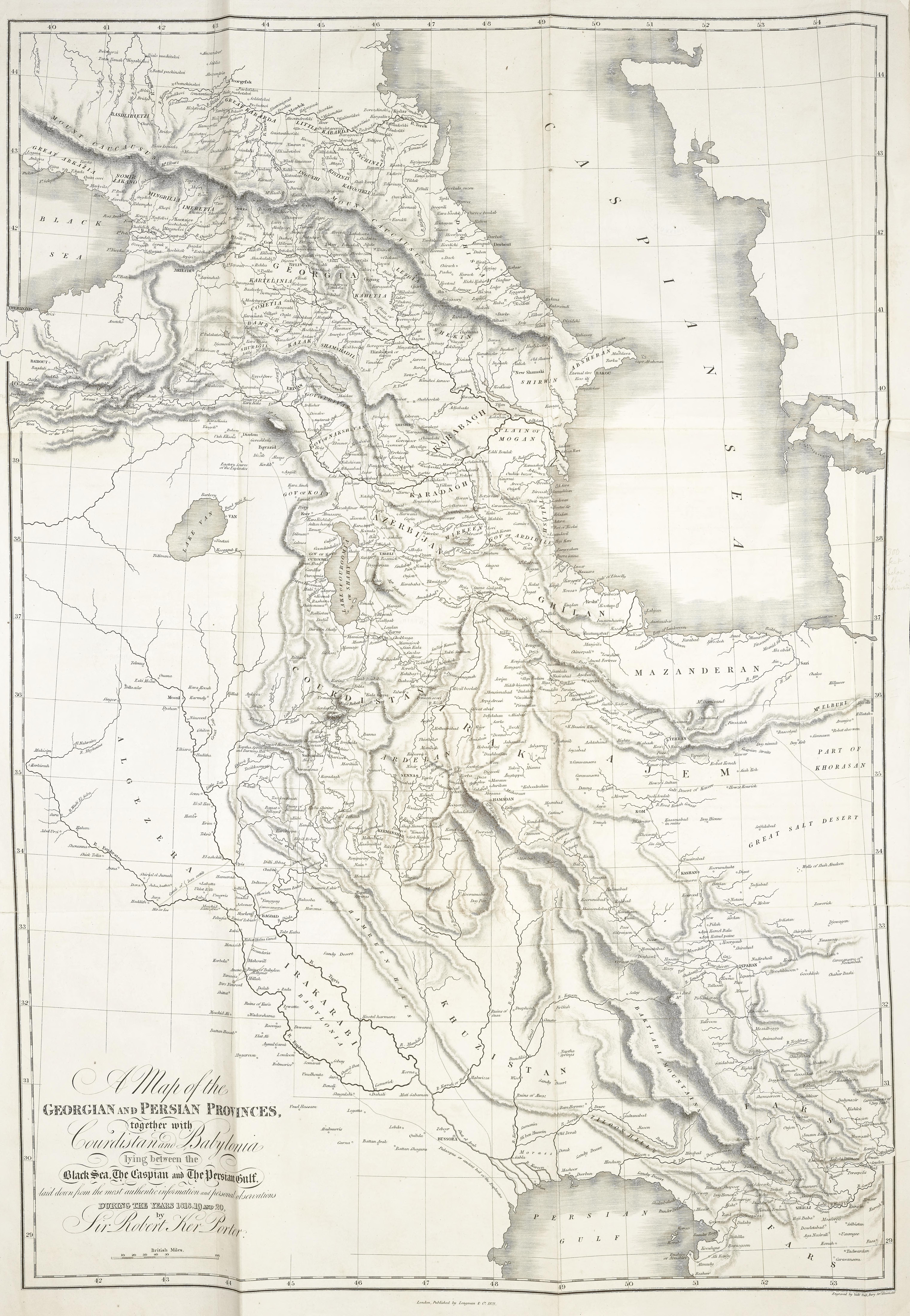
نقشه‌ی از غرب ایران و قفقاز
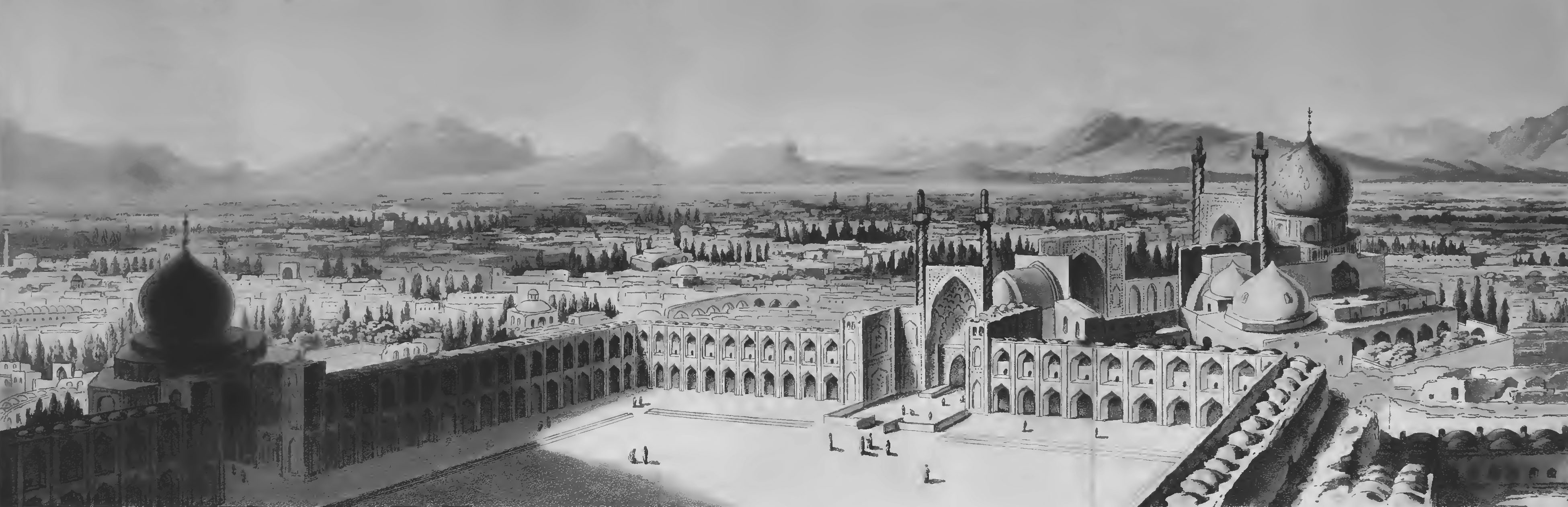
میدان نقش جهان
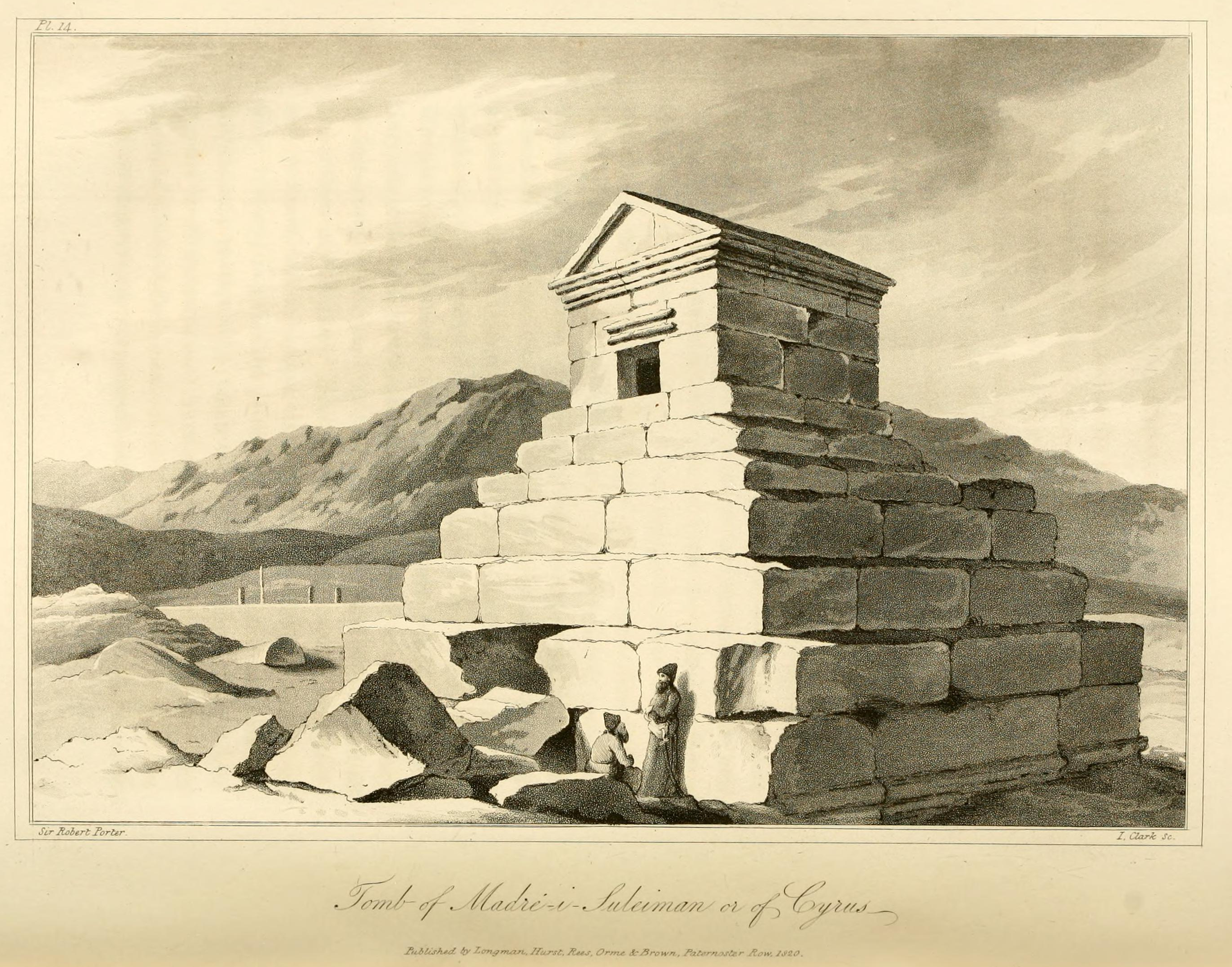
آرامگاه کورش بزرگ
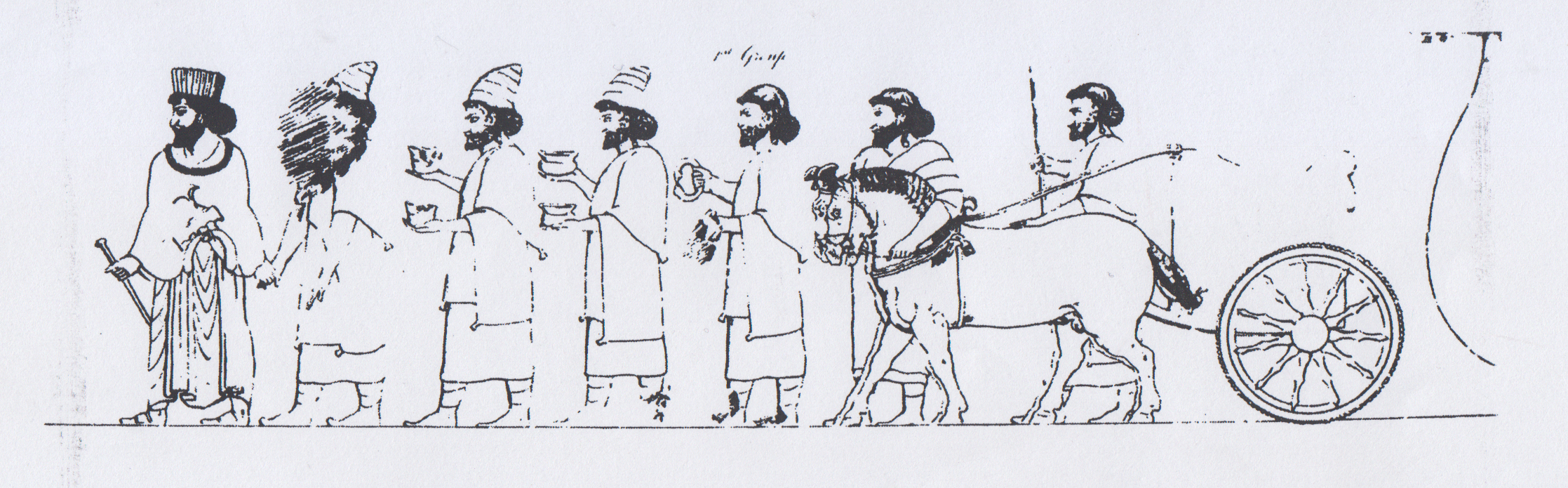
هیئت نمایندگی در آپادانا (لندن ۱۸۷۱)
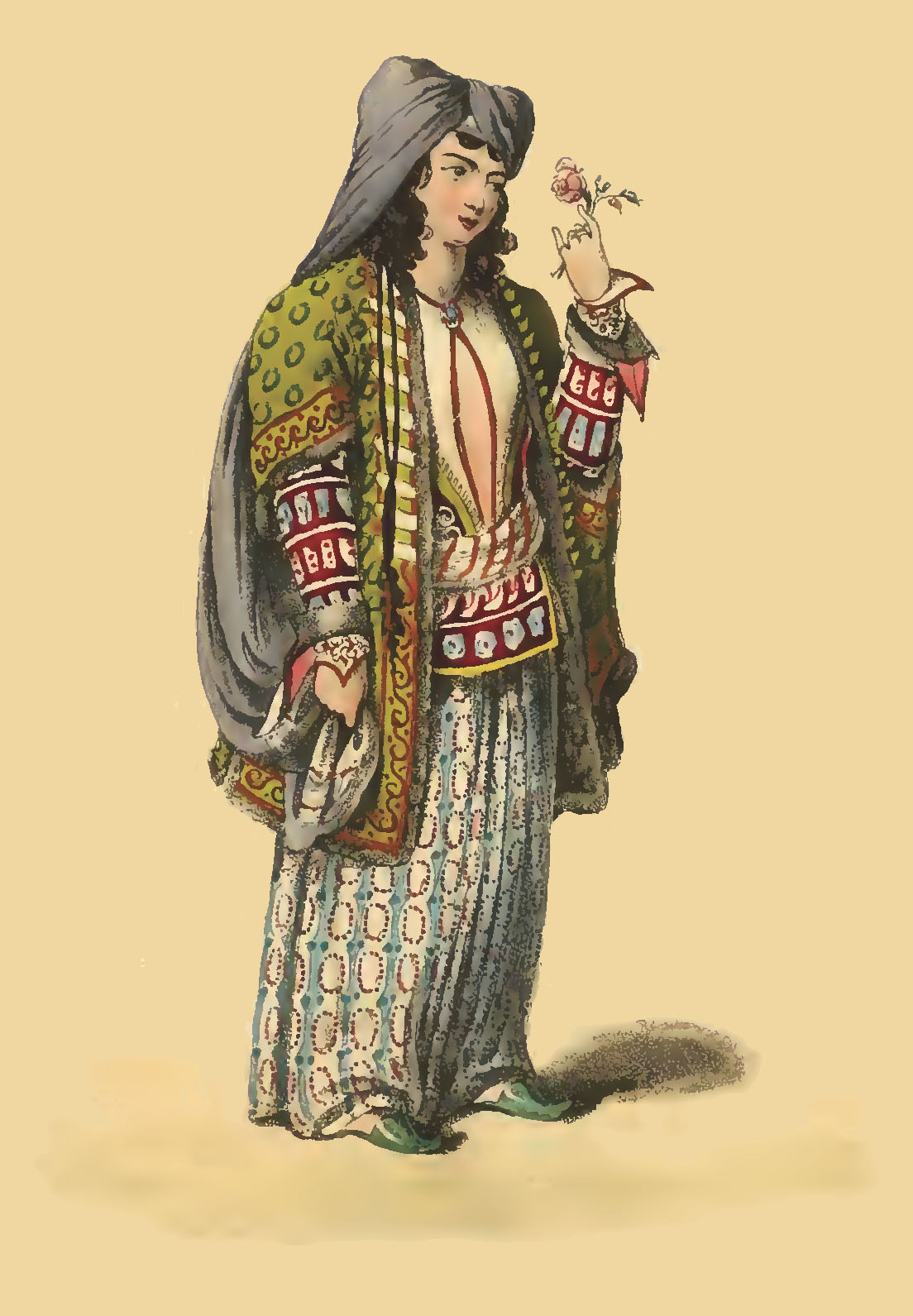
لباس زنان ایرانی
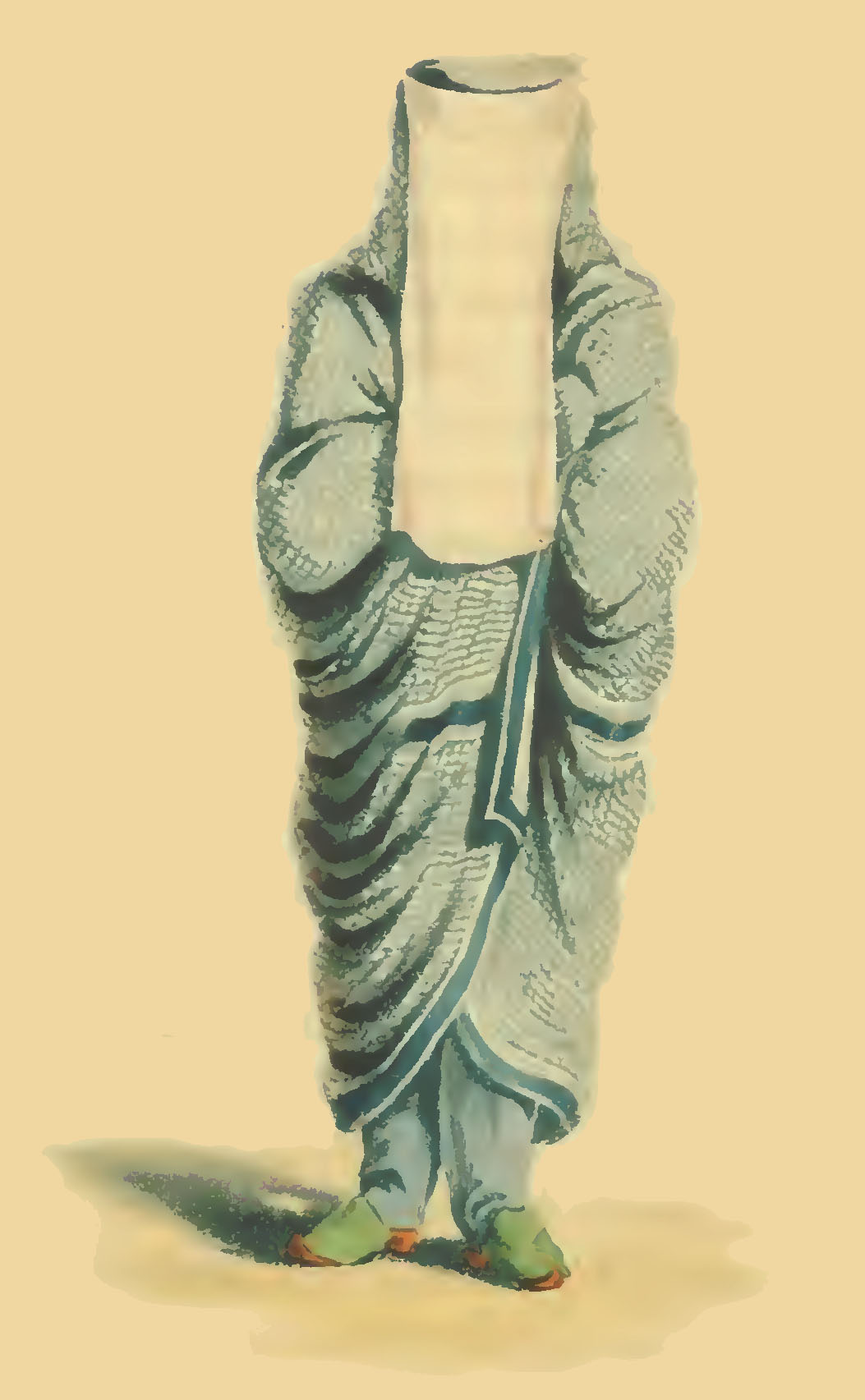
لباس زنان ایرانی
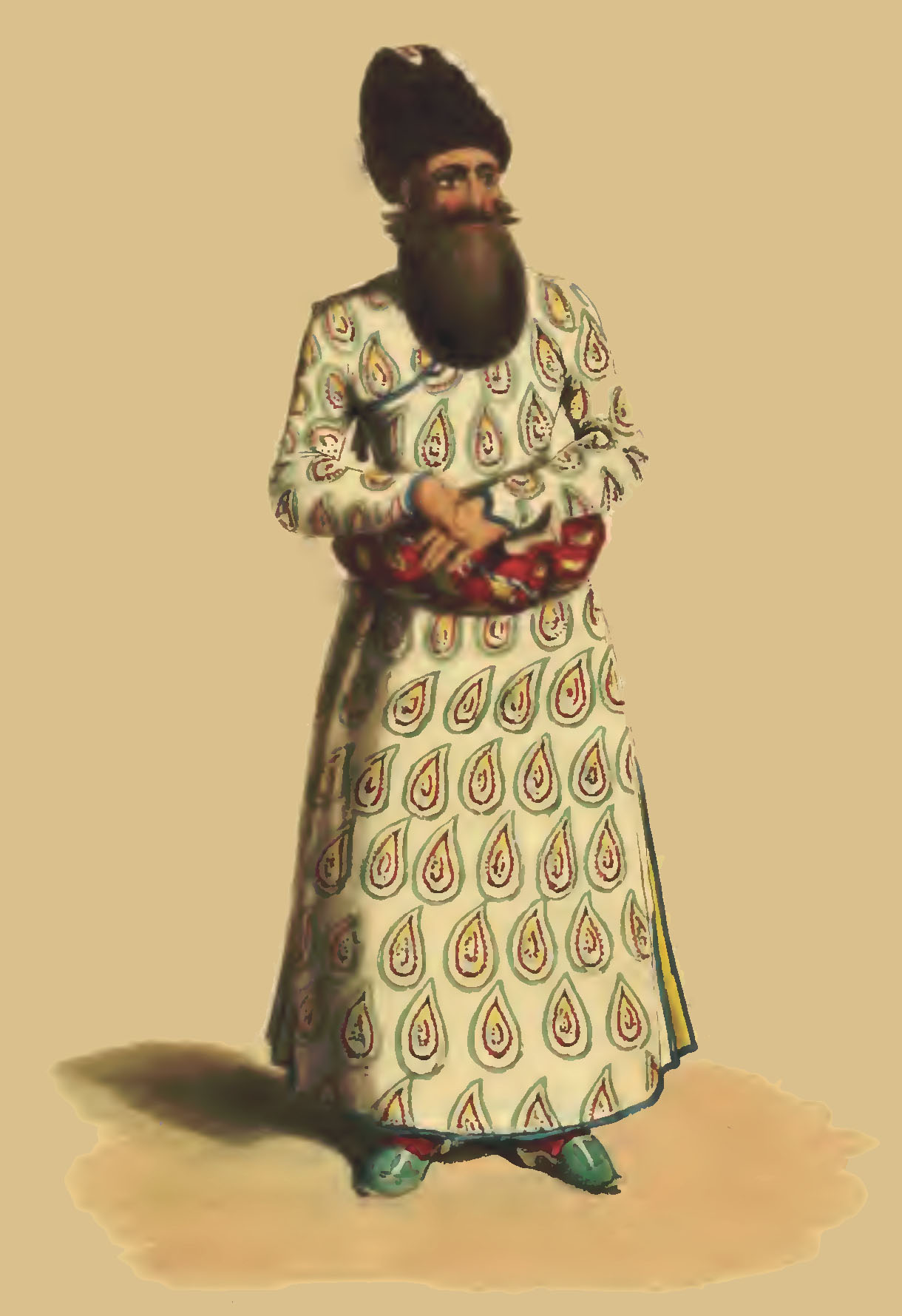
لباس مردان ایرانی